# Ottokar Renger
Ottokar Renger (* 25. Mai 1850 in Dresden; † 7. Mai 1876 ebenda) war ein deutscher Maler.

## Leben
Rengers Vater, Julius Joseph Renger, stammte aus dem böhmischen Oberkamnitz. Er kam als Glasarbeiter und -graveur nach Dresden. Rengers Mutter, Johanne Sophie Richter, genannt Meixner, stammte aus dem sächsischen Großdittmannsdorf. Ottokar Gustav Renger war das zweite von sieben Kindern.
Am 11. April 1864 wurde Renger, noch nicht vierzehnjährig, in die Dresdner Kunstakademie aufgenommen. Mehrere Semester war er dort Famulus und Assistent des Professors für Perspektive, Gustav Heine. Am 5. April 1869 trat er in die Landschaftsatelierklasse von Ludwig Richter ein. Vom 3. Januar bis 30. April 1872 wurde Renger, wohl auf Empfehlung von Richter, Lehrer für Aquarellmalerei und Begleiter der Prinzessin Marie Reuß (ältere Linie) in Greiz. 1873 hatte er etwa im gleichen Zeitraum noch einmal diese Stelle.
Im Oktober 1872 verließ Renger die Kunstakademie. Im Sommer 1873 reiste er nach München, an den Chiemsee und in die Alpen. Von Mitte 1874 bis Sommer 1875 war er Zeichenlehrer auf einem Rittergut in Polen. Danach zog Renger wieder nach Dresden, erkrankte bald darauf an den Lymphdrüsen und verstarb am 7. Mai 1876 in Dresden, Moritzstraße 13. Er wurde, wie sein Lehrer Ludwig Richter, auf dem Neuen Katholischen Friedhof in Dresden bestattet.

## Werke

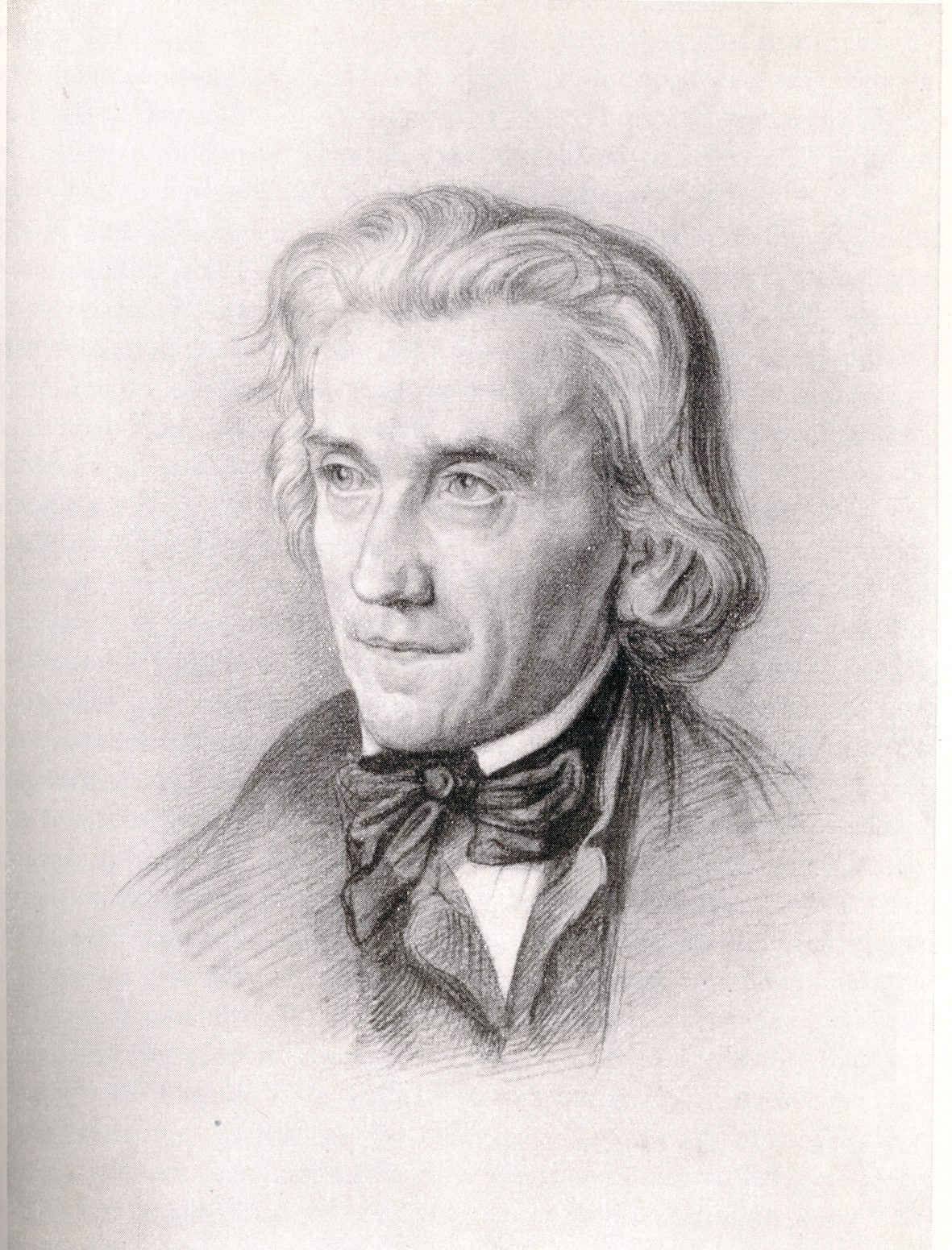
Ottokar Renger: Der Maler Ludwig Richter, um 1870
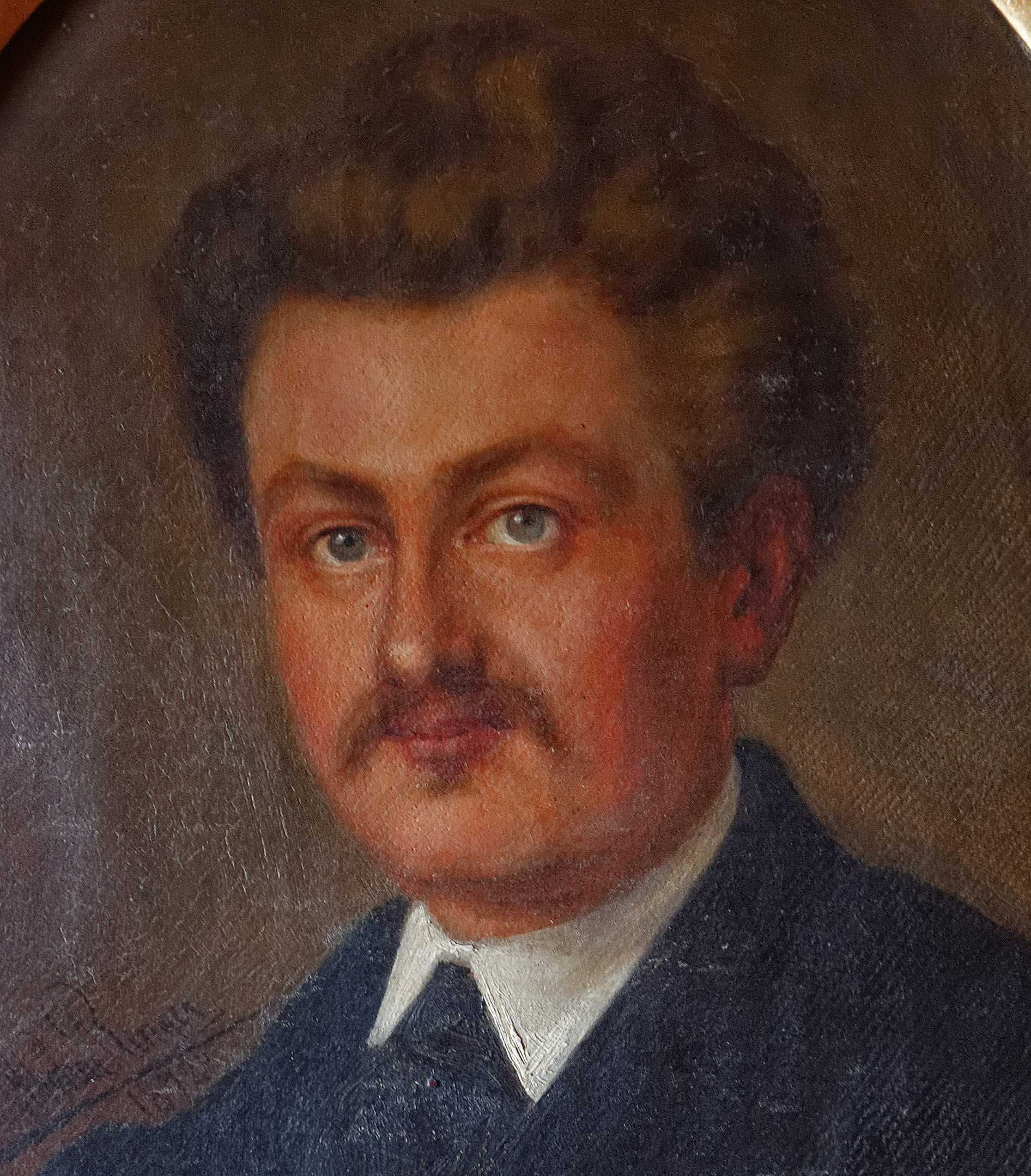
Ottokar Renger: Bildnis eines jungen Mannes (Ausschnitt), 1872